# Демократическая лейбористская партия (Австралия)
Демократическая лейбористская партия (англ. Democratic Labor Party; DLP) — одна из правоцентристских политических партий Австралии, поддерживает социальный консерватизм и выступает против неолиберализма.

## Первоначальная ДЛП (1955—1978)
Демократическая лейбористская партия ведёт свои истоки от исторической Демократической лейбористской партии — правой антикоммунистической партии, созданной под влиянием католического активиста Боба Сантамарии. Новая организация была создана в результате раскола Австралийской лейбористской партии (АЛП) в 1955 году. Основали новую партию семь депутатов парламента, исключённых из АЛП в результате конфликта с руководством на почве радикального антикоммунизма. Федеральным президентом партии являлся Роберт Джошуа. Партия опиралась на сеть католических профсоюзов и общественных ассоциаций.
Первоначально носила название Австралийская лейбористская партия (антикоммунистическая). В 1957 году переименована в Демократическую лейбористскую партию (ДЛП). Создание ДЛП стало результатом продолжительного энтризма правых элементов в лейбористскую среду.
До 1974 года Демократическая лейбористская партия играла важную роль в политике Австралии. В 1978 году ДЛП приняла решение о самороспуске.
Австралийская избирательная комиссия рассматривает текущую ДЛП как де-факто историческую ДЛП и поэтому эта партия не зависит от законов времени Джона Говарда (1996—2007), которые предписывают снимать регистрацию с партий, которые никогда не имели парламентское присутствие и по которым запрещено использовать имена партий, которые содержат слова из названия другой партии. Партия под именем Демократическая лейбористская партия участвовала во всех выборах с 1955 года.
Первоначальная Демократическая лейбористская партия сформировалась в результате раскола АЛП в 1955 году, когда антикоммунистические «промышленные группы» внутри партии воспользовались шпионским скандалом («дело Петрова»), чтобы выступить против левого курса тогдашнего лидера лейбористов Герберта Эватта. Основные интересы этой партии были связаны с трудовыми отношениями и внешней политикой. Они шли вразрез с австралийской устойчивостью к участию этой страны в войне во Вьетнаме и из-за этого страдали с точки зрения её выборного представительства.
В 1978 году филиалы ДЛП во всех штатах проголосовали за роспуск партии. В 1986 году профсоюзы, в прошлом связанные с ДЛП, и ставшие беспартийными после 1978 года, вновь стали связаны с Австралийской лейбористской партией.

## Участие в выборах
Историческая Демократическая лейбористская партия была ликвидирована в 1978 году, но небольшая группа активистов ДЛП в Виктории сформировал новый ДЛП и участвовали в выборах. На федеральных выборах в 2004 году, в первом туре, ДЛП получила 1,94 процента голосов избирателей в штате Виктория, что поспособствовало продвижению партии в Сенат. После этого ДЛП сформировала филиалы в остальных штатах Австралии.

### Депутат штата (2006—2010)
В выборах штата Виктория 2006 года партия в первый раз получила место в Законодательном совете штата Виктория, развернув своих кандидатов в восьми регионах штата Виктория и таким образом получив большую поддержку избирателей. ДЛП получила 2,7 процента голосов в регионе Западная Виктория, что стало достаточным, чтобы Питер Кавана, представитель Демократической лейбористской партии, по рекомендации АЛП прошёл в Законодательный совет. Также у партии мог бы быть ещё один представитель в Совете, лидер партии Джон Малхолланд, набравший в Северном столичном регионе 5,1 процента голосов избирателей, но результат выборов в этом регионе был отменён после пересчёта голосов.